# هيذر بيكر
هيذر بيكر (بالإنجليزية: Heather Baker)‏ هي موسيقية ومغنية مؤلفة أمريكية، ولدت في 9 أكتوبر 1984.